# Соколка
Соколка (пољ. Sokółka) град је у Пољској у Војводству подласком. По подацима из 2012. године број становника у месту је био 18 902.

## Становништво
| 2012.  |
| ------ |
| 18 902 |